# Birgisch
Birgisch is een plaats in de gemeente Naters in het Zwitserse kanton Wallis, en maakt deel uit van het district Brig. Tot 1 januari 2013 was Birgisch een zelfstandige gemeente.